# Jobaháza
Jobaháza è un comune di 558 abitanti situato nella contea di Győr-Moson-Sopron, nell'Ungheria nordoccidentale.